# FightAIDS@Home
FightAIDS@Home ("Lucha contra el sida en casa") es un proyecto de computación distribuida para los computadores domésticos conectados a Internet, gestionado en el Laboratorio Olson en el Instituto de Desarrollo Scripps. El proyecto ayuda a utilizar técnicas de simulación biomédicas para buscar las maneras de curar o prevenir la proliferación del sida y el virus VIH.
Fue originalmente implementado usando una infraestructura de software de computación distribuida suministrada por la compañía Entropía, Inc., pero en mayo de 2003 el proyecto dejó de estar asociado con Entropía.
FightAIDS@Home se ha unido al proyecto World Community Grid el 15 de noviembre de 2005. Mientras es alojado por World Community Grid, el poder computacional se ha expandido. Así los laboratorios Olson están pidiendo a sus miembros que emigren a World Community Grid de ahora en adelante.
Cada persona puede donar tiempo libre de su ordenador personal para acelerar los avances del proyecto y encontrar nuevos curas y vacunas contra VIH. Para juntar al proyectos es necesario instalar un programa descargado de la página www de World Community Grid. El programa esta totalmente seguro y su impacto a sistema donde está instalado es mínimo (el proceso de investigación se ejecuta con prioridad mínima y está parada por cualquier acción de usuario, devolviendo a su control toda la potencia del ordenador). 